# Sepietta petersi
Sepietta petersi är en bläckfiskart som först beskrevs av Japetus Steenstrup 1887.  Sepietta petersi ingår i släktet Sepietta och familjen Sepiolidae. IUCN kategoriserar arten globalt som otillräckligt studerad. Inga underarter finns listade i Catalogue of Life.